# أريكة نولي

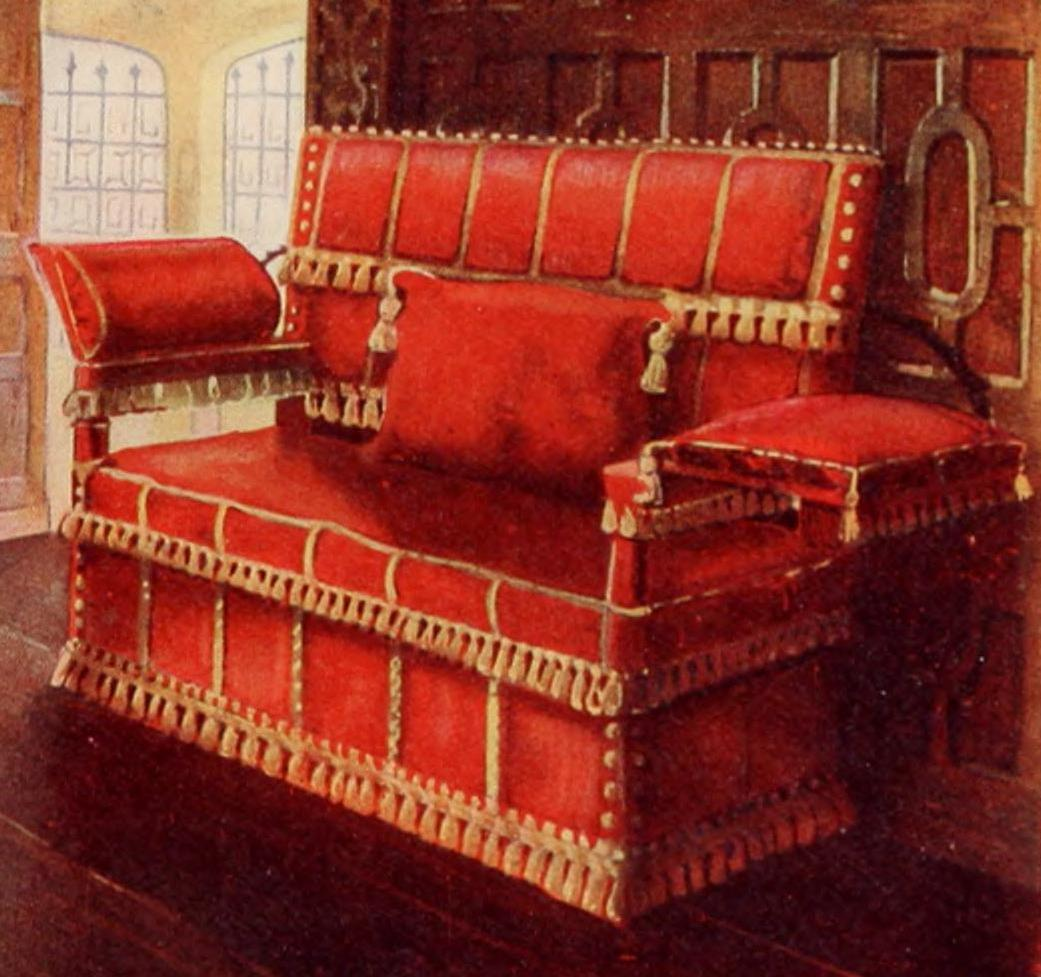
أريكة نولي - كتاب الأثاث الزخرفي شكله ولونه وتاريخه

صُنعت أريكة نولي (المعروفة أحيانًا باسم صوفا نولي) في القرن السابع عشر. تقع نولي في كينت، وهو منزل مملوك لعائلة ساكفيل ويست منذ عام 1605 ولكنه الآن تحت رعاية الثقة الوطنية.  تم استخدامه في الأصل ليس كأريكة مريحة ولكن كعرش رسمي يجلس عليه الملك لاستقبال الزوار.  تتميز بأذرع جانبية قابلة للتعديل وعمق جلوس كبير، وعادةً ما تحتوي على نهايات خشبية مكشوفة في قمم الزاوية الخلفية، وقد يوجد بعض الخشب المكشوف على الأذرع الأخرى. يتم ربط الأذرع الجانبية بالأريكة عن طريق جديلة زخرفية ثقيلة، غالبًا بحزام متقن.

## في الأدب
تم العثور على عدد من الإشارات إلى أريكة نولي في الأدب؛ على سبيل المثال، يشير ديريك مارلو إلى الاستخدام في كتابه مذكرات فينوس لاكي في الأدب، تُذكر أريكة نول أحيانًا في سياق غرفة مزينة بأثاث عتيق فاخر كما هو الحال في الرواية في الاماكن المرتفعة حيث توجد أريكة نول في غرفة بها سجادة كرمان العتيقة الرائعة.
تهجئة صوفا نولي كما هو موضح في هذه الجملة وليس نولي، حيث يأتي الاسم من سبعة السنديان 
منزل نولي، كنت المملكة المتحدة، وهي مفتوحة للجمهور وتُدِيرها منظمة الثقة الوطنية في المعرض وهي صوفا نولي الأصلية.